# 钱松嵒

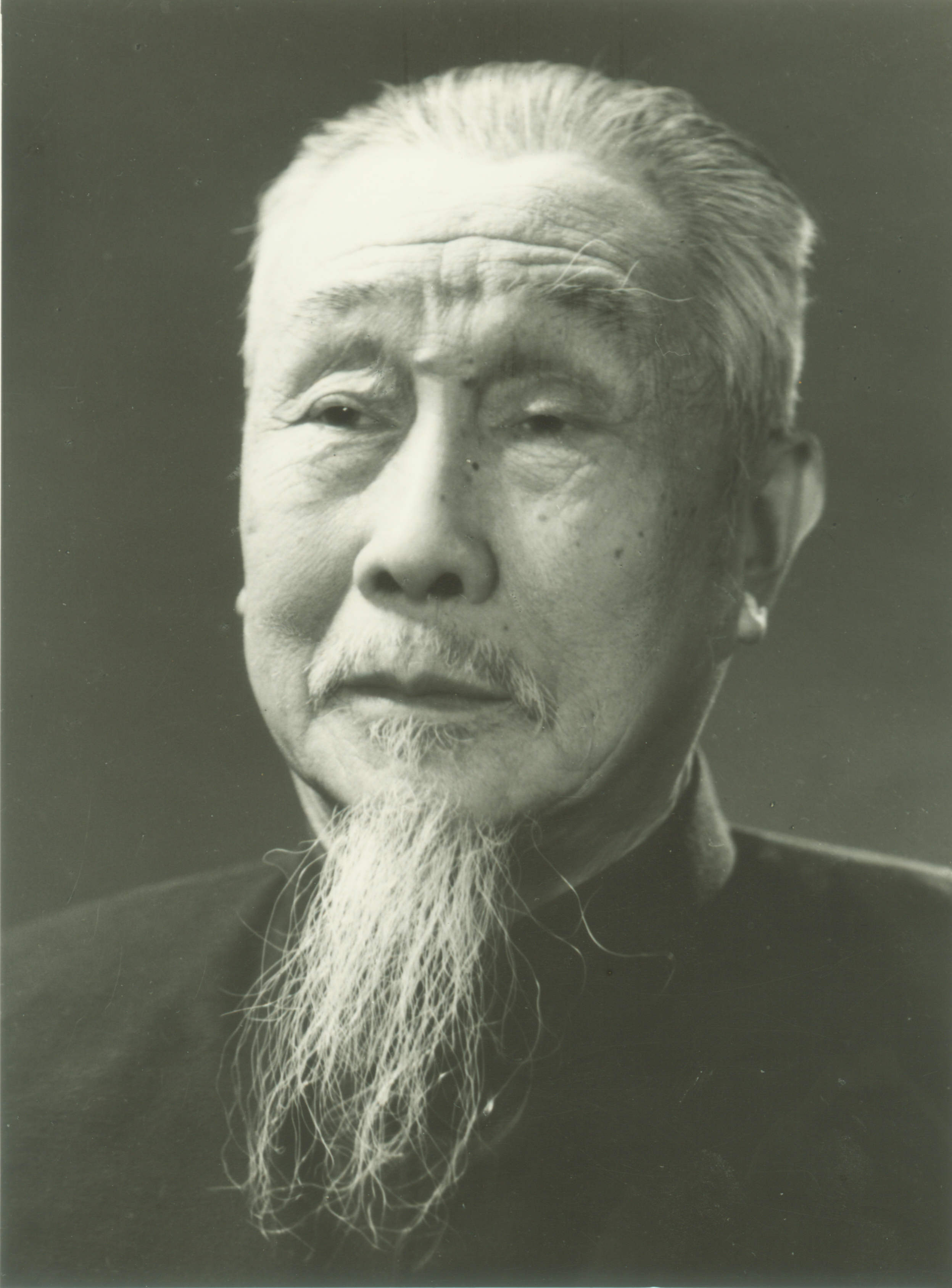
1978年

钱松嵒（1899年9月11日—1985年9月4日，“嵒”為“岩”之異體），江苏宜兴人，中国山水画家，曾任江苏省国画院院长、名誉院长，江苏省美术家协会主席，中国美术家协会常务理事、顾问，第四、五、六届全国人大代表。